# Tareq Esmaeili
Tareq Esmaeili  (né le 3 mars 1977) est un coureur cycliste qatarien.

## Palmarès
- 2004
  -  Champion du Qatar sur route
- 2009
  -  Champion du Qatar sur route
  -  Champion du Qatar de cross-country